# Sibylle Reinhardt
Sibylle Reinhardt (* 29. August 1941 in Reichenberg, geb. Schneider) ist eine deutsche Politikdidaktikerin. Sie hatte bis 2006 den Lehrstuhl für Didaktik der Sozialkunde an der Martin-Luther-Universität Halle-Wittenberg inne.

## Leben
Reinhardt erlangte 1961 ihr Abitur an der Elsa-Brändström-Schule in Hannover. Danach studierte sie in Frankfurt am Main bis 1967 Soziologie, Politologie und Germanistik. Die Diplomprüfung für Soziologie bestand sie 1967, und ein Jahr später erlangte sie das 1. pädagogische Staatsexamen für Politik und Deutsch. Ihr Referendariat machte sie am Goethe-Gymnasium in Frankfurt und schloss dieses mit dem 2. Staatsexamen ab. 1969 begann sie ihre Promotion bei Jürgen Habermas zum Thema: Zum Professionalisierungsprozess des Lehrers: Überlegungen zur Lehrer-Schüler-Interaktion u. ihrer Sozialisation. Seit 1970 arbeitete sie als Lehrerin an einem Gymnasium in Wuppertal-Vohwinkel. 1972 schloss sie ihre Dissertation erfolgreich ab. Es folgte eine Anstellung als Fachleiterin am Studienseminar Wuppertal; hier betreute sie bis 1994 die Ausbildung der Referendare in den Fächern Politik/Sozialwissenschaften. Von 1975 bis 1985 war sie Lehrbeauftragte an der Bergischen Universität Wuppertal. Ihre wissenschaftliche Karriere forcierte sie 1985 durch eine Habilitation im Bereich Bildungssoziologie, sie erhielt die Venia Legendi und war bis 1994 als Privatdozentin an der Universität Wuppertal tätig. Einen Ruf auf den Lehrstuhl für Didaktik der Sozialkunde nach Halle nahm sie 1994 an. Hier war sie bis zu ihrer Emeritierung als Politikdidaktikerin tätig.
Reinhardt ist Gründungsmitglied der Gesellschaft für sozioökonomische Bildung und Wissenschaft (GSÖBW).

## Schriften (Auswahl)
- Politik-Didaktik. Praxishandbuch für die Sekundarstufe I und II. Berlin 2005 (mittlerweile in 10. Auflage).
- Werte-Bildung und politische Bildung. Zur Reflexivität von Lernprozessen. Opladen 1999.